# Domenico Pecori
Domenico di Pietro Pecori (Arezzo, 1475 circa – Arezzo, 24 maggio 1527) è stato un pittore e mercante italiano.
Fu uno dei principali pittori aretini del primo XVI secolo.

## Biografia
Nacque attorno al 1475 ad Arezzo in una famiglia agiata del quartiere di Porta del Foro: il padre, Pietro di Vanni Pecori, era infatti un mercante di lana e proprietario terriero. Ultimo di tre figli, inizialmente venne avviato alla carriera commerciale assieme ai fratelli Francesco e Salvatore.
A partire dalla fine degli anni 1480, attratto dal mondo artistico, entrò a far parte della bottega di Bartolomeo della Gatta. Entro il 1499 si era messo in proprio, contribuendo ad affrescare il santuario della Verna e divenendo uno degli artisti aretini di spicco del periodo. Dall'inizio del XVI secolo dipinse anche fuori della città natale, instaurando anche un proficuo rapporto con Luca Signorelli. Nel 1502, alla morte del maestro della Gatta, Pecori rientrò ad Arezzo per prendere possesso della sua bottega e completare le opere già ivi commissionate e rimaste in sospeso. Negli anni 1500 abbondarono le commissioni per la bottega del Pecori, e arricchì coi suoi affreschi numerose chiese e palazzi aretini e toscani (anche se sfortunatamente la maggior parte delle sue opere sono perdute), accettando come aiutante anche il fratello Salvatore. Discepoli del Pecori furono Niccolò Soggi e lo spagnolo Fernando de Coca.
Nel 1508 sposò Elisabetta de' Marsuppini, che nel 1511 gli diede l'unico figlio maschio Donato (da un secondo matrimonio avrebbe avuto poi altre tre figlie). Nel 1512 la prematura morte del fratello Salvatore Pecori permise a Domenico di ereditare l'impresa familiare della lana, arricchendosi notevolmente. Nello stesso periodo eseguì numerosi lavori di abbellimento del duomo di Arezzo, realizzando soprattutto maestose vetrate (oggi non più esistenti se non in pochi frammenti originali).
L'arrivo ad Arezzo del capace pittore francese Guillaume de Marcillat fece perdere alla bottega Pecori la maggior parte delle committenze, e la sua attività artistica andò in crisi nella seconda metà degli anni 1510. Domenico Pecori ridusse quindi di molto l'attività pittorica, concentrandosi piuttosto sulla gestione del proprio patrimonio commerciale. Col deteriorarsi della situazione geopolitica italiana con le guerre d'Italia, il 24 maggio 1527 redasse testamento, dichiarando come propri eredi gli unici figli superstiti Donato e Camilla, ancora bambini. Morì quattro giorni più tardi, contagiato dalla peste portata dalla calata dei lanzichenecchi, venendo sepolto della chiesa di San Francesco.